# Carumas (distrito)
O distrito peruano de Carumas  é um dos 6 distritos da Província de Mariscal Nieto, situada no Departamento de Moquegua, pertenecente a Região Moquegua, Peru

## Transporte
O distrito de Carumas é servido pela seguinte rodovia:
- MO-102, que liga o distrito à cidade de Torata
- MO-106, que liga o distrito à cidade de Ichuña
- PE-36A, que liga o distrito de Moquegua à Ponte Desaguadero (Fronteira Bolívia-Peru) - e a rodovia boliviana Ruta 1 - no distrito de Desaguadero (Região de Puno)
- PE-36B, que liga o distrito à cidade de Puno (Região de Puno)   [1][2][3]